# Siennica Nadolna (gmina)
Siennica Nadolna (od 1874 Rudka) – dawna gmina wiejska istniejąca w XIX wieku w guberni lubelskiej. Siedzibą władz gminy była Siennica Nadolna.
Za Królestwa Polskiego gmina Siennica Nadolna należała do powiatu krasnostawskiego w guberni lubelskiej.
Gmina została zniesiona w 1874 roku przez przemianowanie na gmina Rudka.